# Mizuho, Nagoya
Mizuho (瑞穂区 Mizuho-ku) là quận thuộc thành phố Nagoya, tỉnh Aichi, Nhật Bản. Tính đến ngày 1 tháng 10 năm 2020, dân số ước tính của quận là 108.332 người và mật độ dân số là 9.700 người/km2. Tổng diện tích của quận là 11,22 km2.